# ルハグバスレン・ソソルバラム
ルハグバスレン・ソソルバラム（蒙: Лхагвасүрэнгийн Сосорбарам、Lkhagvasuren Sosorbaram 2001年3月22日- ）はモンゴル国バヤンホンゴル県出身の柔道選手。階級は52kg級。

## 人物
2016年のアジアカデ52㎏級で優勝した。2018年のユースオリンピックでは2位だった。2019年のグランドスラム・デュッセルドルフでは準決勝で前田千島を合技で破るも、決勝でコソボのマイリンダ・ケルメンディに反則負けして2位だった。アジアパシフィック選手権でも2位にとどまった。世界選手権では2回戦でイタリアのオデッテ・ジュフリーダに一本負けするも、世界ジュニアでは決勝で台湾の許琳宣に一本勝ちして、モンゴルの女子選手で初めてとなる世界ジュニアチャンピオンになった。2021年7月に日本武道館で開催された東京オリンピックでは2回戦で敗れた。2024年のパリオリンピックでは2回戦で敗れた。その後階級を57㎏級に上げると、2025年に地元で開催されたグランドスラム・ウランバートルで3位になった。
IJF世界ランキングは2572ポイント獲得で19位(25/7/20現在)。

## 主な戦績
52㎏級での戦績
- 2016年 - 国際スポーツ競技大会「アジアの子供たち」 優勝
- 2016年 - アジアカデ　優勝
- 2017年 - アジアカデ　3位
- 2018年 - アジアカデ　2位
- 2018年 - ユースオリンピック　2位
- 2018年 - グランドスラム・大阪　7位
- 2018年 - アジアオープン・香港　優勝
- 2019年 - ヨーロッパオープン・オーバーヴァルト　2位
- 2019年 - グランドスラム・デュッセルドルフ　2位
- 2019年 - ヨーロッパオープン・プラハ　優勝
- 2019年 - アジアパシフィック選手権　2位
- 2019年 - 世界ジュニア　優勝
- 2021年 -　グランドスラム・タシケント　2位
- 2021年 -　世界選手権　7位
- 2022年 -　グランドスラム・バクー　2位
- 2023年 - アジア大会　3位
- 2023年 -　グランドスラム・東京　3位
- 2024年 -　グランドスラム・タシケント　3位
- 2024年 - アジア選手権　3位
- 2024年 - グランドスラム・アブダビ　2位

57㎏級での戦績
- 2025年 - グランドスラム・ウランバートル　3位

(出典、JudoInside.com)